# Lacuna Coil
Lacuna Coil és un grup de gothic metal de Milà, Itàlia. El grup es va formar el 1996 i es coneixia originalment com Ethereal. El 1990 van gravar el seu primer àlbum, In a Reverie.

## Discografia

### Àlbums
- In a Reverie (1999)
- Unleashed Memories (2001)
- Comalies (2002)
- Karmacode (2006)
- Shallow Life (2009)
- Dark Adrenaline (2012)
- Broken Crown Halo (2014)
- Delirium (2016)
- Black Anima (2019)
- Sleepless Empire (2025)

### EPs
- Lacuna Coil (1999)
- Halflife (2000)

### Singles
- Heaven's a Lie (2002)
- Swamped (2004)
- Our Truth (2006) (#40 UK, #36 US Mainstream Rock)
- Enjoy the Silence (2006) (#41 UK)
- Closer (2006) (#5 UK Rock Singles)
- Within Me (2007) (#44 Italy)
- Spellbound (2009)
- I Like It (2009)
- I Won't Tell You (2010)
- Trip The Darkness (2011)
- Fire (2012)

### DVDs
- Visual Carma (Body, Mind & Soul) (2008)